# Christophe Tison
Pour les articles homonymes, voir Tison.
Christophe Tison est un journaliste  et écrivain français né à Amiens en 1961.

## Biographie
Après des études au lycée Condorcet de Paris, et un DEA de philosophie à la Sorbonne Paris IV, il coécrit La Drogue Expliquée aux Parents avec Gilles Cahoreau, puis devient journaliste pour des magazines de presse écrite : Actuel, Globe, Glamour, Lui, Cosmopolitan, ou encore Biba. Il travaille ensuite pour la télévision à France 2, M6, où il s'occupera d'une émission d'Ophélie Winter, dont il racontera, entre autres, les coulisses dans son livre Temps de Cerveau Humain Disponible, Arte, pour l'agence CAPA, puis pour I-Télé et Canal+. Il est connu pour avoir notamment lancé en tant que rédacteur en chef deux programmes : l'émission musicale et de société Tracks sur Arte en 1997 et l'émission littéraire Campus avec Guillaume Durand sur France 2 en 2001. Il est ensuite rédacteur en chef à I-Télé et pour le Journal de Canal+ présenté par Philippe Gildas et Jérôme Bonaldi. Rédacteur en chef, il tient à partir de 2008 une rubrique quotidienne dans le JT de Canal+, présenté par Victor Robert, aujourd'hui intitulée Le JT des JT.
Dans les années 1980 et 1990, il a tenu les rubriques Night Clubbing des magazines Glamour et City et a fait partie avec Édouard Baer ou Emmanuel de Brantes du Caca's Club fondé par Frédéric Beigbeder, vie nocturne qu'il raconte entre autres dans Résurrection, récit de sa dépendance aux drogues et à l'alcool. Critique littéraire, il fait également partie du jury du prix de Flore.

## Écrits
Après deux livres publiés aux éditions Balland, le récit de son enfance saccagée par un ami pédophile de ses parents, Il m'aimait (éditions Grasset 2004), devient un best-seller. Le succès public et médiatique est tel que l'auteur expliquera plus tard que loin d'être un exorcisme, la médiatisation de ce livre n'a fait qu'aggraver son traumatisme et sa dépendance à l'alcool et aux drogues,. Une dépendance qui est le sujet de Résurrection (Grasset 2008), récit d'une cure de désintoxication effectuée en janvier 2005 au centre de traitement APTE.
Entretemps, il publie Temps de Cerveau Humain Disponible (Grasset, 2005), un récit de ses « expériences absurdes » de journaliste et de rédacteur en chef dans diverses chaînes de télévision, des coulisses de Tracks sur Arte, à celles d'Ophélie Street sur M6 avec Ophélie Winter.

## Œuvres
- Il m'aimait :  éditions Grasset en 2004  (ISBN 9782246659211). Réédité en Livre de poche en 2006
- Temps De Cerveau Humain Disponible, éditions Grasset  (ISBN 9782246690214)
- Résurrection, éditions Grasset, 2008  (ISBN 9782246728818).
- L'ère du vite, éditions Balland, 1989  (ISBN 9782715807174). Essai sur la vitesse, du Great Western Railway de William Turner à la Guerre du Golfe.
- La Drogue Expliquée Aux Parents, en collaboration avec Gilles Cahoreau, éditions Balland, 1986
- Même pas morte, en collaboration avec Sybille Claudel, éditions Grasset, 2007  (ISBN 9782246715214)
- Nos vies formidables, Sonatine Éditions, 2011  (ISBN 978-2-35584-068-5)
- Te rendre heureuse, Éditions Gallimard, coll. « L’Arpenteur », 2013  (ISBN 9782070140275)
- Les amants ne se rencontrent nulle part, Éditions Gallimard, coll. « L’Arpenteur », 2017  (ISBN 978-2-07-270932-6)
- Journal de L. (1947-1952), Éditions Goutte d'Or, 2019  (ISBN 979-1096906161)
- Le Choix de Suzanne, L'Arpenteur, 2022.
- LSD - La nuit dont je ne suis jamais sorti, Éditions Goutte d'Or, 2024  (ISBN 1096906538)[5],[6]